# Ніна Аркіна
Ніна Аркіна (норв. Nina Arkina; 3 липня 1892, Одеса — 24 вересня 1980) — норвезька письменниця російського походження.
Аркіна випустила кілька книг, більшість з яких присвячені темам російської історії. Вона написала біографічні романи про Катерину II (1949), Олександра I (1950—1951), Олександра II (1956), а також про математикиню Софію Ковалевську (1967).
У 1930 році одружилася з письменником та політиком Віктором Могенсом
.

## Твори
- норв. Katarina den store (1949)
- норв. Alexander I (у двох томах, 1950—1951)
- норв. Keiseren og dikteren, Nikolai I og Pusjkin (1954)
- норв. Alexander II (1956)
- норв. Livets spill (1963)
- норв. Geni og kvinne (1967)
- норв. Mannen Karl Marx. En roman om kjærlighet og hat (1968)
- норв. Lenin og hans kvinne (1972)